# Wilczomlecz opasły

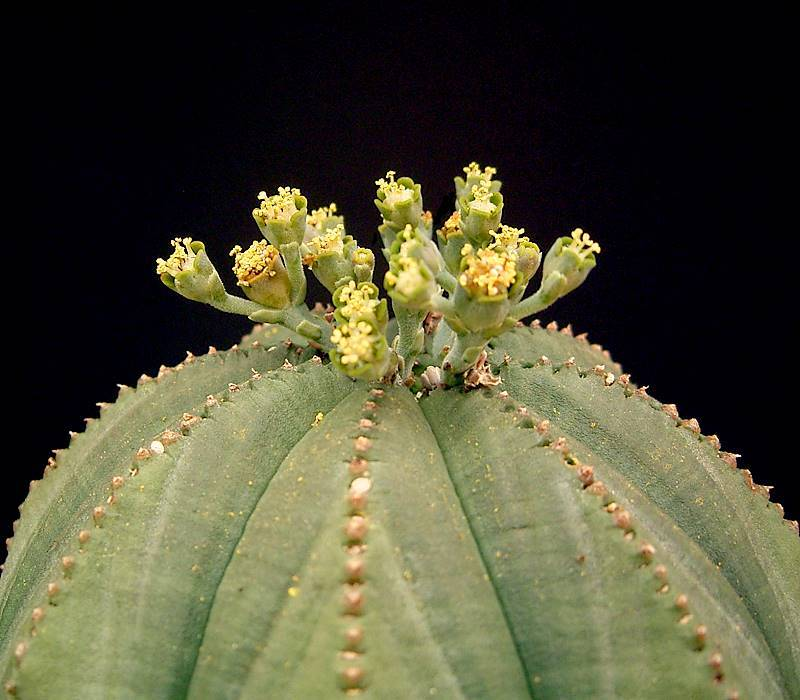
Kwitnący wilczomlecz

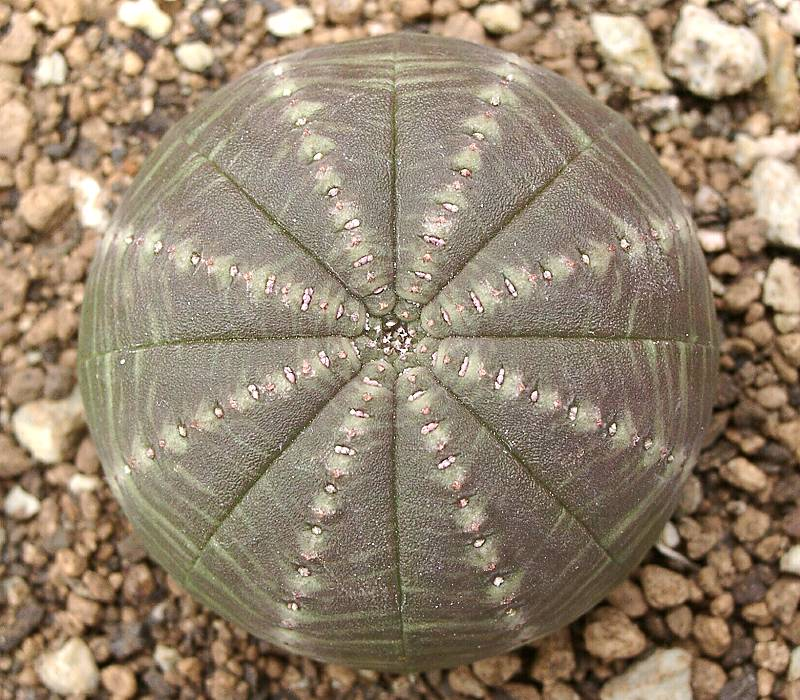
Wilczomlecz opasły z góry

Wilczomlecz opasły (Euphorbia obesa) – gatunek rośliny z rodziny wilczomleczowatych. Pochodzi z południowej Afryki, ale uprawiany jest niemal we wszystkich częściach świata, w Polsce jako roślina pokojowa.

## Morfologia
PokrójWyglądem roślina przypomina piłkę do baseballu. Osiąga od 15 do 20 cm wysokości.
KwiatyDrobne, żółte.
LiścieBardzo zredukowane. Pojawiają się tylko na krótko na wierzchołku łodygi, po czym żółkną i opadają.
Gatunki podobneRoślina bardzo podobna do przedstawicieli rodziny kaktusowatych, w szczególności przypomina gatunek Astrophytum asterias.

## Biologia i ekologia
- Nadziemny pęd tworzy zgrubiała łodyga. Zawiera chlorofil i spełnia funkcję liści – przeprowadza fotosyntezę. W łodydze roślina magazynuje również znaczne ilości wody, dzięki czemu może się przez długi czas obejść bez podlewania; w pustynnych rejonach Afryki, skąd pochodzi, pozwala jej to przetrwać w palącym słońcu długi okres bez deszczu. Roślina kwitnie w porze letniej.
- Roślina trująca. Zawiera sok mleczny, który jest trujący i drażni skórę. Wycieka on po uszkodzeniu (np. nacięciu) rośliny.

## Uprawa
- Wymagania: nie toleruje temperatury niższej niż 5 °C, optymalna jest temperatura 21–23 °C. Najlepiej rośnie w pełnym słońcu, ale dobrze czuje się również w mieszkaniu; musi jednak być ustawiona w dobrze oświetlonym miejscu, np. na parapecie. Najlepiej rośnie na specjalnej ziemi dla kaktusów, składającej się z gruboziarnistego piasku, ziemi ogrodowej i ziemi liściowej.
- Sposób uprawy: od wiosny do jesieni podlewa się tak, aby ziemia przeschła przed następnym podlewaniem, zimą podlewa się bardzo rzadko (nadmierne podlewanie powoduje gnicie korzeni). W zimie najlepiej jest przenieść ją do zimniejszego pomieszczenia o temperaturze ok. 12 °C, przechodzi wówczas w okres spoczynku. Nawozić należy 1–2 razy na wiosnę.
- Rozmnażanie: rozmnaża się głównie przez ukorzenianie odrostów. Odcina się je i pozostawia na kilka dni, aby powierzchnia cięcia zaschła, a następnie ukorzenia w czystym piasku wysypanym na warstwę wilgotnego torfu.
- Przesadzanie: młode rośliny raz na rok, a starsze co 3–4 lata należy przesadzać do większej doniczki (należy to robić w rękawicach, by nie oparzyć się sokiem mlecznym).
- Uwagi: ze względu na trujący sok należy roślinę ustawiać w miejscu niedostępnym dla dzieci. Dobrze uprawiana roślina może w mieszkaniu rosnąć przez wiele lat.